# راي كوري
راي كوري (بالإنجليزية: Ray Cory)‏ هو مصور سينمائي أمريكي، ولد في 30 مارس 1894 في ياكيما في الولايات المتحدة، وتوفي في 15 مارس 1968 في لوس أنجلوس في الولايات المتحدة.

## وصلات خارجية
- راي كوري على موقع IMDb (الإنجليزية)
- راي كوري على موقع أول موفي (الإنجليزية)
- راي كوري على موقع قاعدة بيانات الأفلام السويدية (السويدية)
- راي كوري على موقع قاعدة بيانات الفيلم (الإنجليزية)
- راي كوري على موقع كينوبويسك (الروسية)